# Gov't Mule
Gov't Mule (abréviation de Government Mule) est un groupe de blues rock américain. À fortes influences de rock sudiste, le groupe est formé en 1994 par Warren Haynes (guitare et chant), Allen Woody (basse) et Matt Abts (batterie).

## Biographie

### Années 1990
Une loi adoptée en janvier 1865 promettait aux esclaves affranchis « 40 acres et une mule ». Mais Andrew Johnson, qui devient président des États-Unis en avril de la même année à la suite de l'assassinat de Lincoln, refusera de l'appliquer. La mule du gouvernement sera donc une promesse non tenue. Depuis ses débuts, le groupe a autorisé, et même favorisé, l'enregistrement (audio) de ses concerts, ainsi que le partage, l'échange et la diffusion de ceux-ci, à condition que cela soit fait gratuitement (et exception faite des concerts édités par le groupe à des fins commerciales).
Le groupe était à l'origine uniquement un projet parallèle pour Warren Haynes et Allen Woody, tous deux membres du Allman Brothers Band, qui désirent monter un jam band et un power trio. Après deux albums studio (Gov't Mule et Dose), ils décident cependant de se consacrer à plein temps à Gov't Mule et quittent le Allman Brothers Band le 26 mars 1997.

### Années 2000
En août 2000, Allen Woody décède d'une overdose d'héroïne. Warren Haynes et Matt Abts envisagent un moment de dissoudre le groupe, mais décident finalement de continuer. Ils enregistrent en hommage à Allen Woody deux albums studio (The Deep End volume 1 et 2) sur lesquels sont invités vingt-cinq bassistes différents, sélectionnés parmi les préférés de leur compagnon disparu. Mike Gordon, bassiste de Phish, filme les sessions d'enregistrement, ce qui aboutira au documentaire Rising Low.
C'est finalement Andy Hess qui devient, en 2004, le nouveau bassiste permanent du groupe. Le trio en profite pour devenir un quatuor, intégrant également Danny Louis (claviers). Depuis le 15 octobre 2004, le groupe commercialise tous ses concerts (disponibles en téléchargement payant à partir de son site internet). Ces enregistrements ont valeur d'enregistrements officiels. Depuis cette date donc, même si la politique d'enregistrement reste inchangée, il n'est plus possible de partager, échanger ou diffuser les nouveaux concerts.
En 2008, Andy Hess quitte le groupe. Il est remplacé par Jorgen Carlsson, qui participe à l'enregistrement du nouvel album studio, By a Thread, sorti le 27 octobre 2009.

### Années 2010

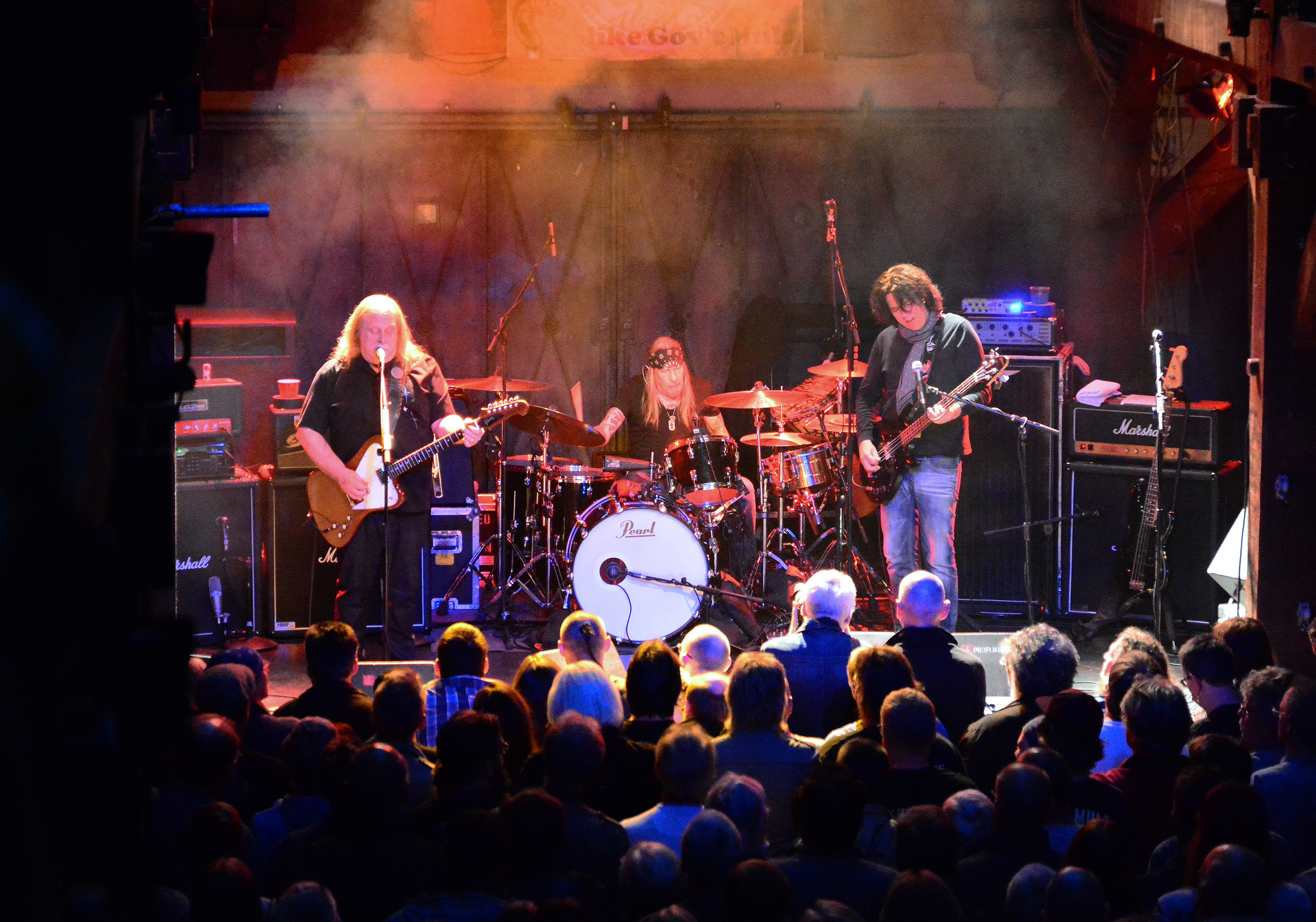
Gov't Mule à un concert au Fabrik Hamburg en 2015.

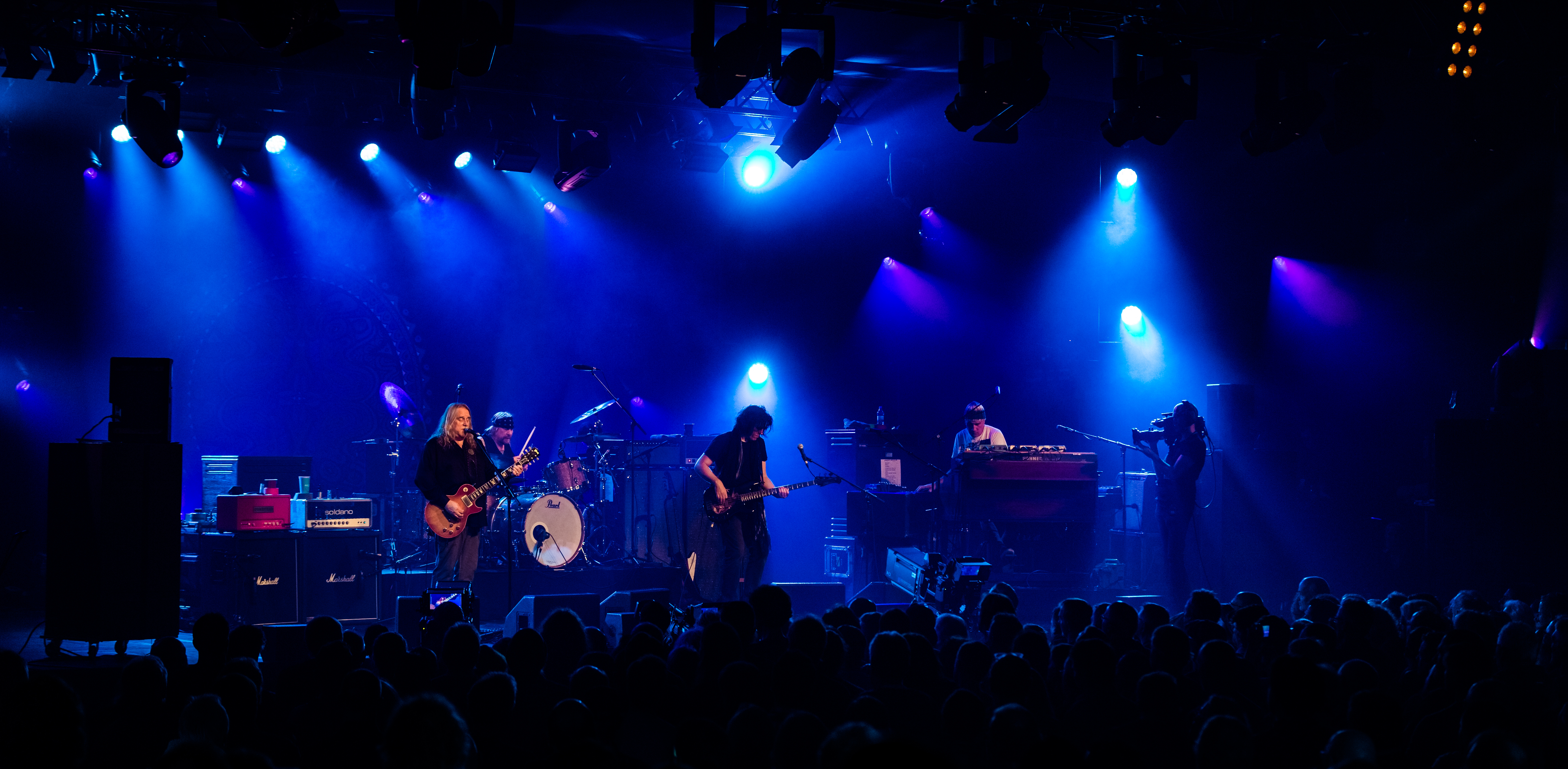
Gov't Mule à un concert au Leverkusener Jazztage 2017

Gov't Mule joue au Island Exodus en Jamaïque en janvier 2010, aux côtés de Grace Potter and the Nocturnals, Ron Holloway, et DJ Logic. Ils jouent aussi au Hangout Music Festival le samedi 15 mai 2010 et à l'Azkena Rock Festival de Vitoria-Gasteiz, en Espagne, le 24 juin 2010. Ils célèbrent l'Halloween 2010 au Fox Theater d'Oakland, CA.
Le groupe annonce en 2013 un album qui sort le 24 septembre de la même année. Il s'agit d'un double album, nommé Shout!, le deuxième disque reprenant les titres du premier mais avec des chanteurs-invités prestigieux tels que Steve Winwood, Ben Harper, Elvis Costello ou encore Dr. John. Le 31 décembre 2013, Gov't Mule joue avec Robby Krieger, guitariste de The Doors, au Beacon Theatre à New York. Le disque se classe à la 32e place des ventes aux États-Unis. L'année suivante, ils jouent de nouveau au Beacon Theatre avec Myles Kennedy d'Alter Bridge. Ils jouent 18 classiques d'AC/DC avec Kennedy au chant pendant l'événement Back at the Beacon.
Le groupe participe comme beaucoup d'autres au concert en hommage à Lynyrd Skynyrd qui se tient le 12 novembre 2014 au Fox Theatre d'Atlanta, et qui sort l'année suivante en DVD, sous le titre One More For The Fans.
Le 9 juin 2017, Gov’t Mule publie son dixième album, Revolution Come… Revolution Go chez Fantasy Records.

## Membres

### Membres actuels
- Warren Haynes – guitare, chant (depuis 1994)
- Matt Abts – batterie, percussions, chant (depuis 1994)
- Danny Louis – claviers, guitare, trompette, chant (depuis 2002)
- Jorgen Carlsson – basse  (depuis 2008)Kevin Scott (depuis 2023)

### Anciens membres
- Allen Woody – basse, mandoline, chant (1994–2000)
- Andy Hess – basse (2003–2008)

## Discographie
- 1995 : Gov't Mule
- 1996 : Live at Roseland Ballroom (album live)[9]
- 1998 : Dose
- 1999 : Live... With a Little Help from Our Friends (album live)[10]
- 2000 : Life Before Insanity[11]
- 2001 : The Deep End volume 1[12]
- 2002 : The Deep End volume 2[13]
- 2003 : The Deepest End - Live In Concert (album live)[14]
- 2004 : Déjà Voodoo[15]
- 2004 : Deep Ellum Mule (EP)
- 2005 : Mo' Voodoo (Ep)
- 2006 : High and Mighty[16]
- 2006 : Muleorleans (EP)
- 2006 : The Best of the Capricorn Years and Rarieties (compilation)
- 2006 :  Mule on Easy Street (EP)
- 2007 : Mighty High
- 2007 : Mix Picks vol. 1 (EP)(disque bonus associé à l'album Mighty High, et regroupant huit morceaux enregistrés lors de concerts entre 2002 et 2004)
- 2008 : The Holy Haunted House (album live)
- 2009 : By a Thread[17]
- 2010 : Mulennium (concerts, triple album)
- 2013 : Shout!
- 2015 : Sco-Mule (album live) avec John Scofield
- 2017 : Revolution Come...Revolution Go
- 2019 : Bring On the Music: Live at the Capitol Theatre (album live)
- 2021 : Heavy Load Blues
- 2023 : Peace... Like a River

## Vidéographie
- 2002 : Rising Low de Mike Gordon
- 2002 : The Deepest End - Live In Concert
- 2008 : A Tail of 2 Cities